# Liste der Baudenkmäler in Weilheim in Oberbayern

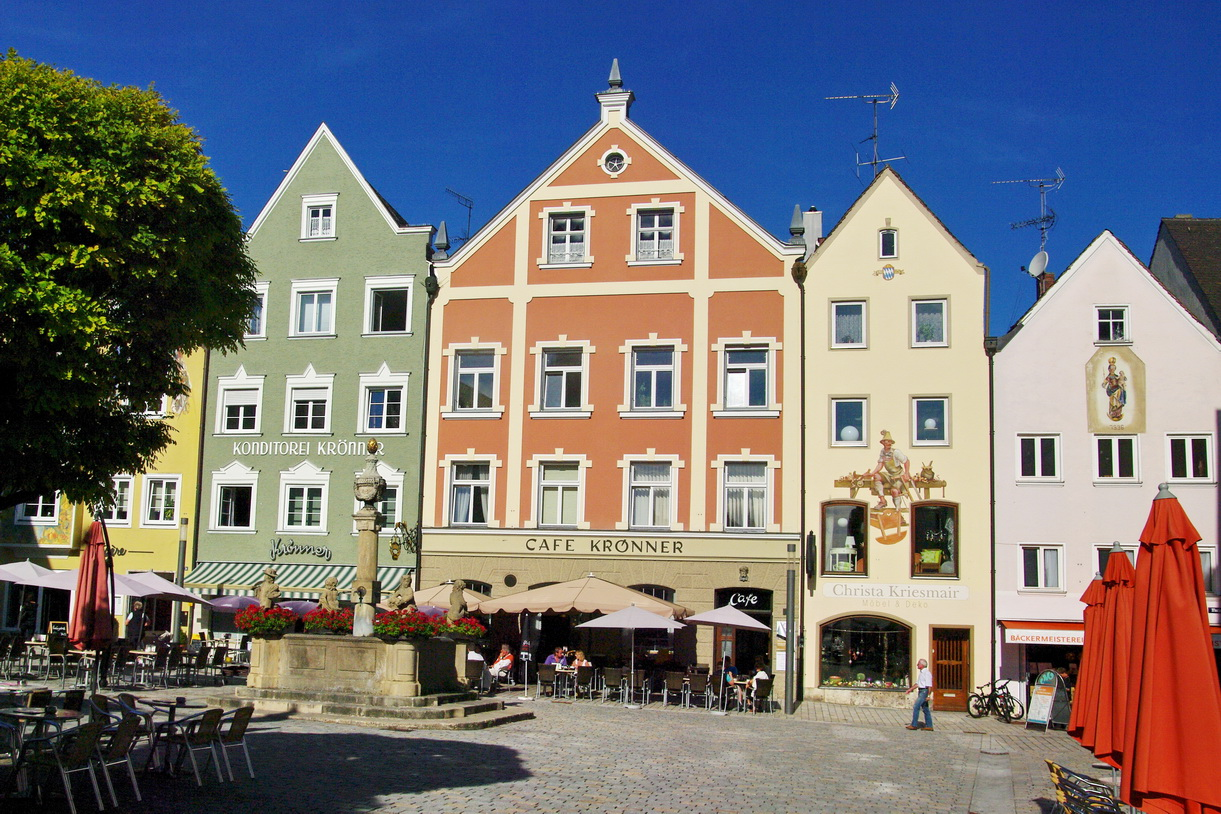
Marienplatz in Weilheim

Auf dieser Seite sind die Baudenkmäler in der oberbayerischen Stadt Weilheim in Oberbayern zusammengestellt. Diese Tabelle ist eine Teilliste der Liste der Baudenkmäler in Bayern. Grundlage ist die Bayerische Denkmalliste, die auf Basis des Bayerischen Denkmalschutzgesetzes vom 1. Oktober 1973 erstmals erstellt wurde und seither durch das Bayerische Landesamt für Denkmalpflege geführt wird. Die folgenden Angaben ersetzen nicht die rechtsverbindliche Auskunft der Denkmalschutzbehörde.

## Ensembles

### Ensemble Admiral-Hipper-Straße(Ehemalige Obertorgasse)
Das Ensemble umfasst die ehemalige Obertorgasse, eine der drei Hauptachsen der planmäßig im 13. Jahrhundert angelegten Stadt. Sie führt von der Ostseite des Marienplatzes, des alten Haupt- und Schrannenplatzes, ostwärts zum 1872 niedergelegten Obertor, wo sich seit 1936 das neue Rathaus erhebt. Der Straßenzug verbreitert sich zur Stadtmitte hin trichterförmig; in den Westteil dieser platzartigen Öffnung und zusätzlichen Marktfläche ist jedoch der frei stehende Block der vier Bürgerhäuser der Apothekergasse eingestellt, der eine Teilung der Achse einerseits in Richtung zum Marienplatz, andererseits zum ehemaligen Pflegschloss in der Hofgasse herstellt.
Die geschlossene Bebauung des Ensembles weist überwiegend dreigeschossige bürgerliche Giebelhäuser der Mitte des 19. Jahrhunderts auf, die meist zu Geschäftshäusern ausgebaut worden sind; die Putzfassaden sind häufig gegliedert. Die Gebäude Nr. 9, 11, 13 bilden eine Traufhaus-Gruppe, die sich durch Flacherker auszeichnet; Nr. 11 steht darüber hinaus anstelle des ältesten, 1538 aufgelassenen Rathauses.
Aktennummer: E-1-90-157-1

### Ensemble Obere Stadt
Das Ensemble umfasst die östlich vor dem ehemaligen Obertor in West-Ost-Richtung sich hinziehende Obere Stadt in dem 600 m langen Bereich zwischen Schleifermühle und Bärenmühle. Die Entstehung dieser Handwerker- und Ackerbürger-Vorstadt zu beiden Seiten des Stadtbaches und in einer lang gestreckten Angerform geht auf das 15. Jahrhundert zurück. Zwischen vier im Abstand von etwa 300 m liegenden, den Bach überbauenden Mühlen, die zum alten Besitz der Stifter Ettal und Habach und zum alten Weilheimer Spital gehörten, erfolgte eine geschlossene Bebauung durch meist niedrige Häuser (der Bereich zwischen Bärenmühle und Zotzenmühle im Osten gehört nicht zum Ensemble). Ein Brand 1810 veranlasste eine Neuordnung und Regulierung, insbesondere wurde die Häuserzeile links des Baches weiter südwärts zurückgesetzt.

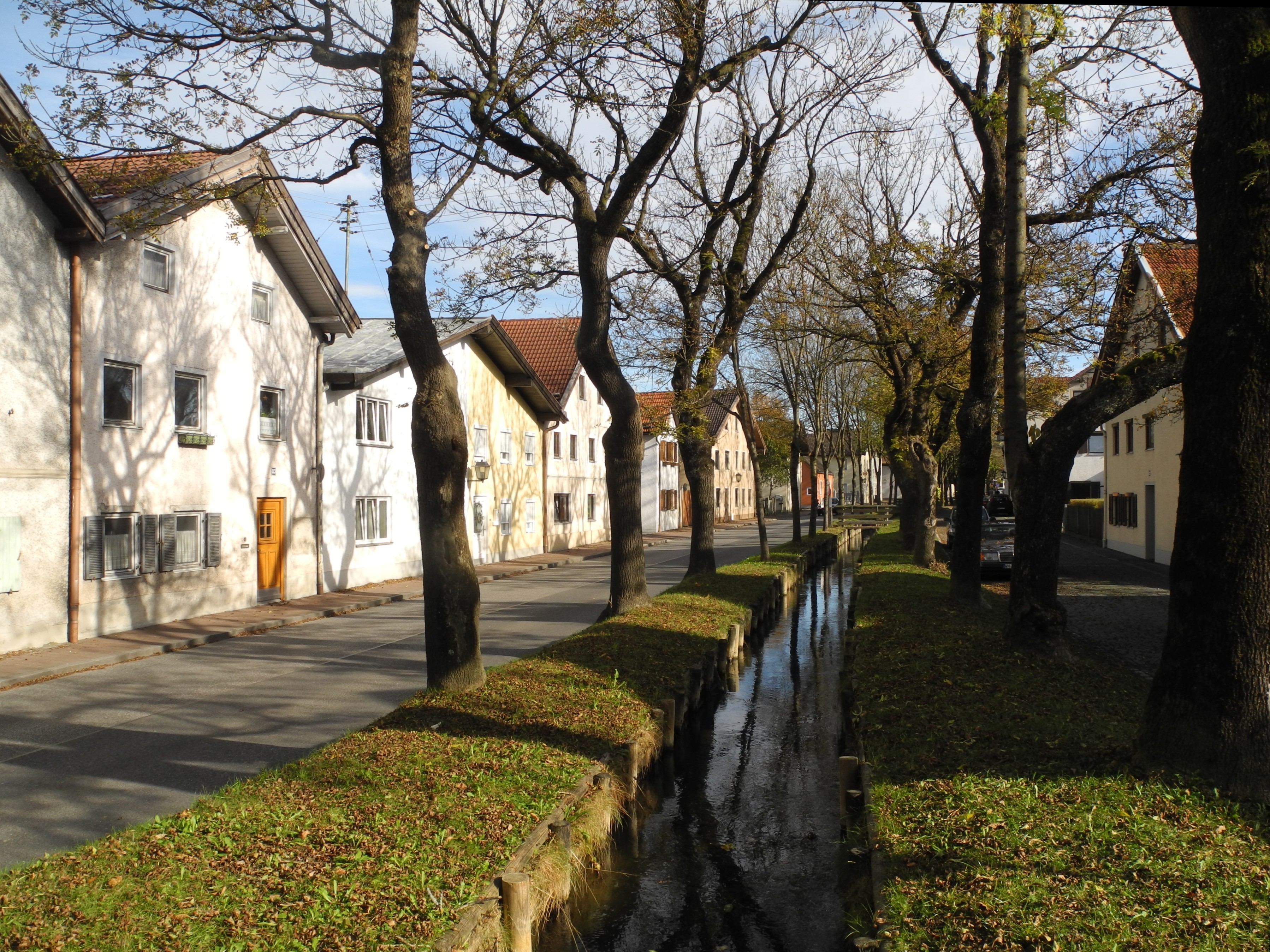
Blick in Weilheims „Obere Stadt“

Die meisten Bauten im Ensemble entstammen dem Wiederaufbau nach 1810; im Westteil herrschen zweigeschossige verputzte Traufseitbauten vor, im Ostteil Giebelbauten mit Flachsatteldächern, unter denen die geschlossene Reihe Nr. 117 bis Nr. 137 (ungerade Nrn.) besonders herausragt. Eckbauten zeigen häufig abgewalmte Dächer, ebenso die drei großen, die Mittelachse des Ensembles beherrschenden Baukörper der Mühlen und der ehemals der mittleren Feyerabendmühle sich zuordnende Ettaler Zehntkasten, nach 1862 Bezirksamt. Der Bachlauf, im Westteil hochgestaut, wird von einer doppelten Baumreihe begleitet. Aktennummer: E-1-90-157-6

### Ensemble Marienplatz
Der annähernd rechteckige Marienplatz ist der alte Haupt- und Schrannenplatz, das Zentrum der 1238 erstmals als oppidum genannten, wohl durch Herzog Otto II. von Bayern planmäßig gegründeten Stadt. Mit der Gründung wurde unweit des älteren, 1010 zuerst erwähnten, südwestlich um die Kirche St. Pölten an der alten Durchgangsstraße gelegenen Dorfs Weilheim ein neuer befestigter, gegen die Grafen von Andechs gerichteter Stützpunkt geschaffen, dessen Hauptplatz sich gleichfalls der alten Straße zuordnet.

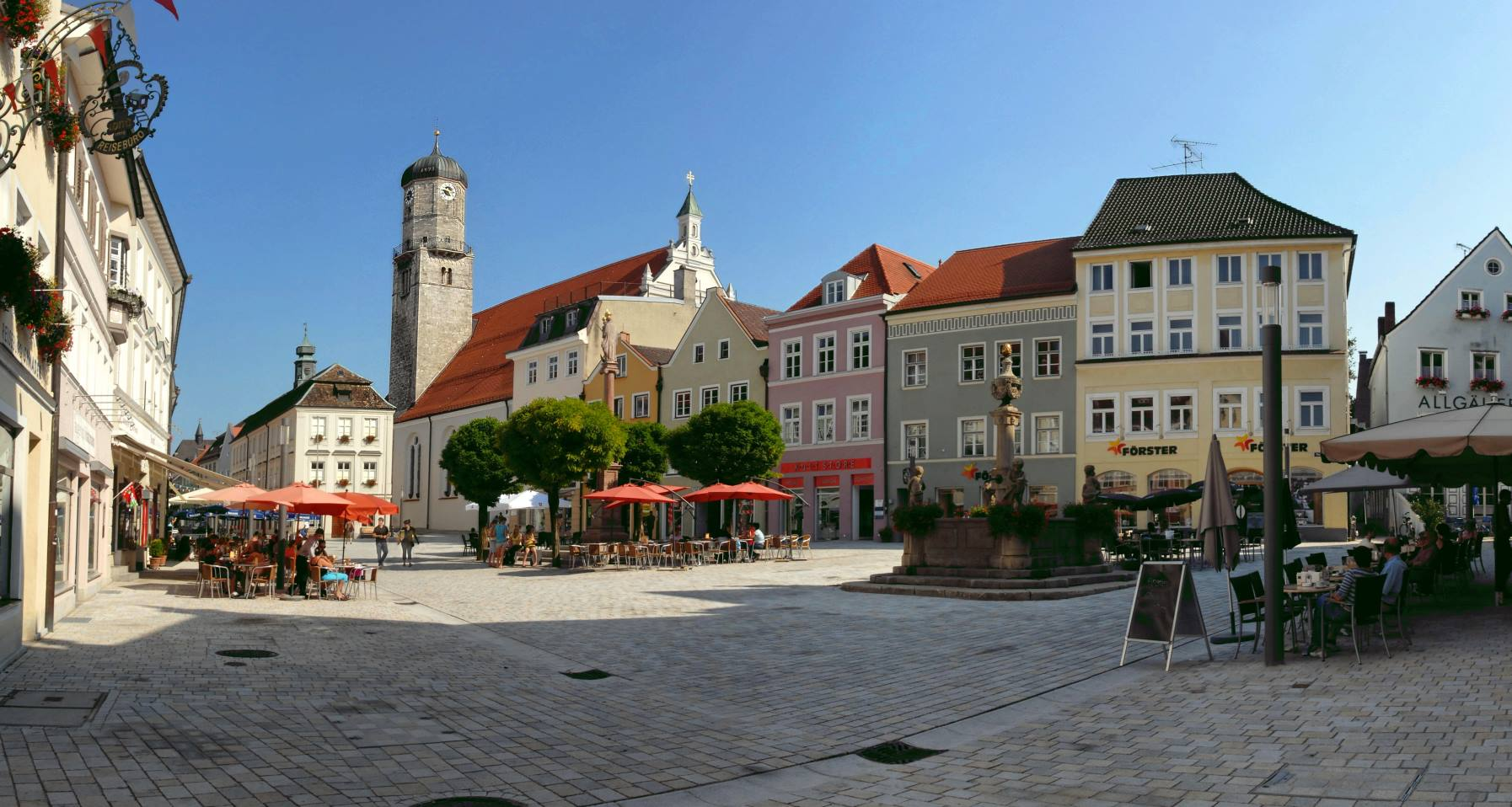
Marienplatz in Weilheim

Als Schmiedstraße tritt sie von Norden und vom ehemaligen Schmiedtor in den Platz ein, ostwärts versetzt verlässt sie ihn in südlicher Richtung als Kirch-, dann als Pöltner Straße. Zum weniger bedeutenden östlichen Stadtausgang vermittelt als dritte Achse die Admiral-Hipper-Straße. Beherrschender Bau am Platz ist die in die Südseite in Längsrichtung eingestellte Stadtpfarrkirche Mariä Himmelfahrt, deren Turmuntergeschoss noch dem frühen 14. Jahrhundert angehört, während Langhaus und Chor 1624 ff. nach dem Plan von Hans Krumpper neu errichtet worden sind. Der 1521 aufgelassene, nördlich vor der Kirche gelegene Friedhof gab den Platz für das 1538 ff. errichtete alte Rathaus (jetzt Museum) frei, das seit der Vergrößerung und Umgestaltung 1788 ff. der Ostseite des Marienplatzes einen spätbarocken prospekthaften Abschluss verlieh.
Drei-, zuweilen viergeschossige bürgerliche Wohnhäuser des 18., häufiger des 19. Jahrhunderts, jetzt meist Geschäftsbauten, bilden geschlossene Platzwände: auf der Nordseite fast einheitlich traufseitig, auf der Westseite einheitlich giebelständig, im Südwesten in wechselweiser Stellung und an der Einmündung der Kreuzgasse mit Rücksprüngen der Fronten. Einen barocken Akzent im weithin im 19. Jahrhundert überformten, in den Grundstrukturen aber der Renaissance angehörenden Platzbild setzt seit 1698 die Mariensäule und der nach der Säkularisation hierher versetzte ehemalige Steingadener Klosterbrunnen.
Aktennummer: E-1-90-157-5

### Ensemble Hofstraße
Der enge Straßenzug führt vom Kirchplatz südwärts zu dem in der Südostecke der Altstadt liegenden ehemaligen Sitz des Landrichters, des späteren Rent- und heutigen Finanzamtes. Die unmittelbar an der Stadtmauer gelegene Baugruppe bezeichnet mit großer Wahrscheinlichkeit den Burgsitz der Edelfreien von Weilheim im 11./12. Jahrhundert.
Die zum Teil sehr hohe Bebauung der beiden Straßenfluchten mit Bürgerhäusern des 18./19. Jahrhunderts, im Kern auch älteren Bauten, schafft ein Straßenbild von starker räumlicher Wirkung. Schmale Giebelhäuser wechseln mit breiter gelagerten Traufseitbauten, die Putzfassaden sind häufig gegliedert. Die Ostseite der Straße zeichnet sich durch eine bemerkenswerte Reihe gestaffelter Giebel aus.
Der Straßenzug war im Süden bis 1909 durch die Stadtmauer abgeschlossen.
Aktennummer: E-1-90-157-2

### Ensemble Kirchplatz

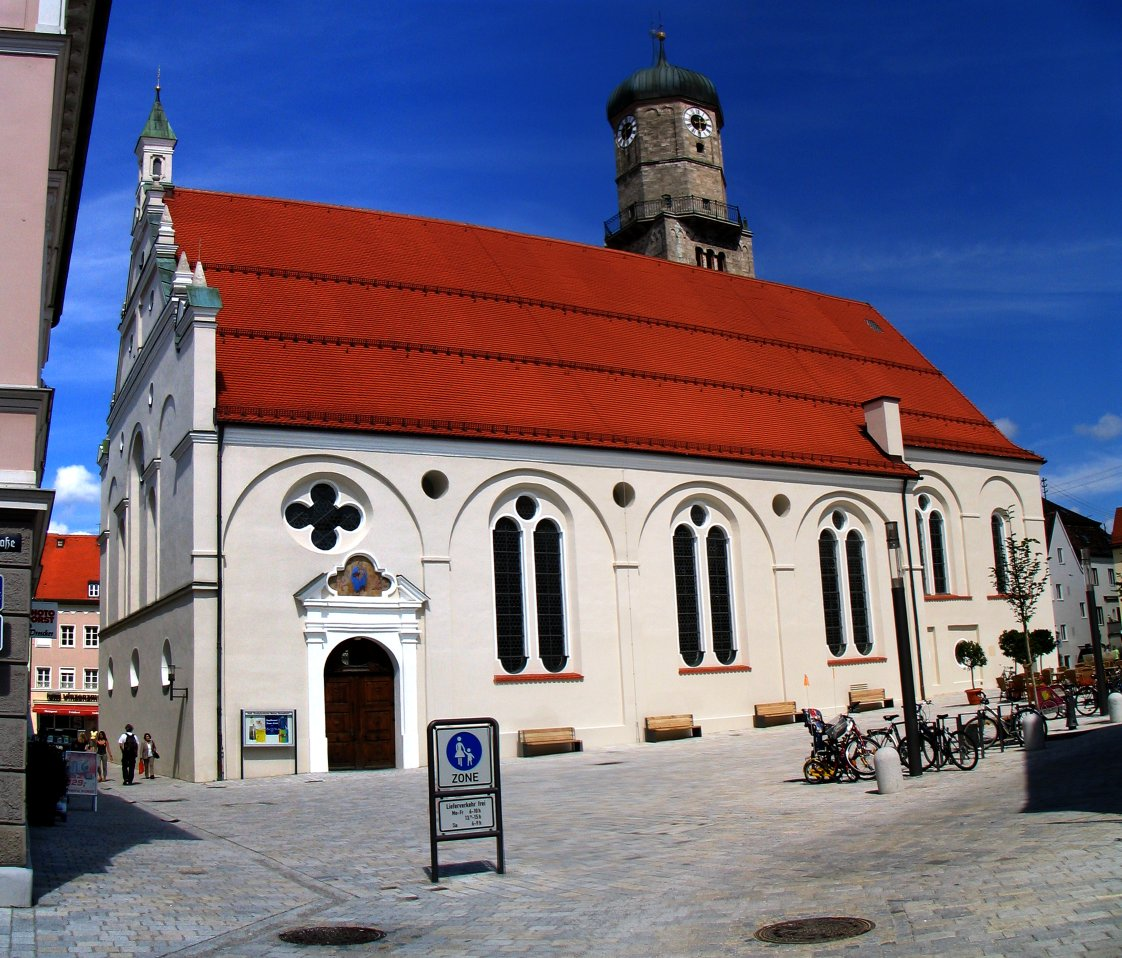
Kirche Mariä Himmelfahrt

Der vor der Südseite der Stadtpfarrkirche sich ausbreitende, von Hof- und Pöltner Straße tangierte Platz entstand nach Abbruch des alten, um 1320/30 gestifteten Spitals und seiner Kirche im Jahre 1826. Er wird beherrscht von der Kirche; West-, Süd- und Nordseite sind geschlossen durch bürgerliche Wohn- und Geschäftshäuser des 19. Jahrhunderts und einige Neubauten eingefasst. Ein Teil dieser Bauten bzw. ihre Vorgänger gehörten zum alten Spitalhof, dessen Ausdehnung in der Platzanlage noch anschaulich wird. Aktennummer: E-1-90-157-3

### Ensemble Ledererstraße
Handwerkerstraße in der Altstadt, die auf der Nordseite eine geschlossene Gruppe zwei- bis viergeschossiger giebelständiger Häuser des 18./19. Jahrhunderts mit vorstehenden Flachsatteldächern, auf der Südseite eine Zeile weithin einheitlicher dreigeschossiger Traufseitbauten des 17. bis 19. Jahrhunderts aufweist. Aktennummer: E-1-90-157-4

### Ensemble Kreuzgasse
Die enge Kreuzgasse in der Altstadt führte seit dem Spätmittelalter ursprünglich vom Marienplatz zum westlichen Stadtausgang, dem sogenannten Schergentürl, das 1837 abgebrochen und durch das Gebäude des Gerichtsgefängnisses ersetzt wurde. Auf beiden Seiten stehen kurze geschlossene Reihen meist giebelständiger Häuser des 18./19. Jahrhunderts. Aktennummer: E-1-90-157-8

### Ensemble Pöltnerstraße
Das Ensemble umfasst die Hauptachse der Altstadt in Richtung Süden zwischen Kirchplatz und Greitherstraße, d. h. über die südliche Altstadtgrenze und den Platz des 1874 niedergelegten Pöltner Tores in die alte Pöltner Vorstadt hinein, die in diesem Teil in ihrer Bebauung in der 2. Hälfte des 19. Jahrhunderts an den Charakter des altstädtischen Teils des Ensembles angeglichen worden ist und mit dem – im Kern älteren, durch Fassadenmalereien geschmückten – ehemaligen Gasthaus Gattinger einen prospekthaften Abschluss gewonnen hat. Drei- bis viergeschossige Bürgerhäuser des 16. bis 19. Jahrhunderts mit Putzfassaden, häufig schmale Giebelbauten, fassen die West- und Ostseite des Ensembles ein. Die Freiflächen im mittleren Teil bezeichnen die alte Ausdehnung des Stadtgrabens vor der an dieser Stelle noch erhaltenen Stadtmauer. Aktennummer: E-1-90-157-7

### Ensemble Schmiedstraße
Das Ensemble umfasst die nordwestlich des Marktplatzes ansetzende Schmiedstraße und endet am Bereich des 1873 abgerissenen Schmiedtores. Dieser Straßenzug war die nördliche Hauptachse zum und vom Zentrum der Stadt.

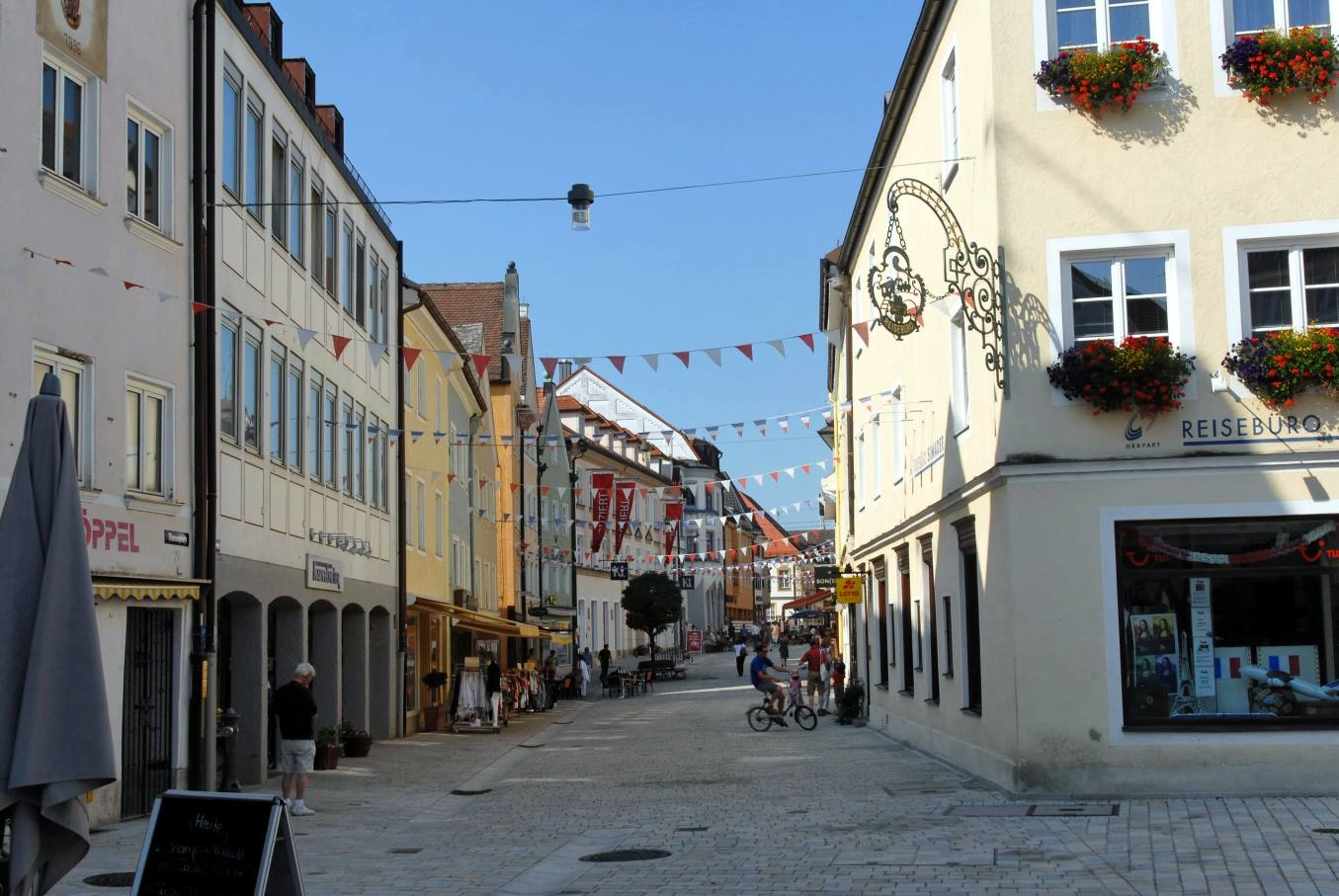
Schmiedstraße in Weilheim

Drei- bis viergeschossige Bürgerhäuser des 16. bis 19. Jahrhunderts prägen mit ihrem Kontrast zwischen Traufseit- und Giebelfronten den Charakter des Ensembles. Im Erdgeschoss sind meist Läden eingebaut worden, deren großflächige Schaufenster das Straßenbild stören. Ein Hinweis auf die ehemalige Funktion der Straße als überörtlicher Verbindungsweg war das um 1840/50 entstandene ehemalige Gasthaus „Bräuwastl“ mit seiner breitgelagerten Fassade. Ein zu Beginn des 20. Jahrhunderts nötig gewordener Hotelanbau (Nr. 19) fällt durch sein repräsentatives Gepräge in den Formen des geometrischen Jugendstils unter den ansonsten einfach gestalteten Häusern auf. Gegenüber dem ehemaligen Wirtshaus erhebt sich eine in Trauf- und Stockwerkshöhen sowie äußerer Gestaltung einheitliche Folge schlichter Häuser, die nach dem Brand von 1834 entstanden sind. Hervorzuheben ist weiterhin eine Gruppe von vier giebelständigen Bauten gegenüber der Einmündung der Eisenkramergasse, deren ältester noch aus der 2. Hälfte des 16. Jahrhunderts stammt. Aktennummer: E-1-90-157-9

## Stadtbefestigung
Die Baudenkmäler der Stadtbefestigung haben die Akten-Nummer D-1-90-157-211.

| Lage                                                   | Objekt              | Beschreibung | Akten-Nr.               | Bild                |
| ------------------------------------------------------ | ------------------- | --- | ----------------------- | ------------------- |
| Altstadt Hofstraße 23, Kreuzgasse 10 (Standort)        | Stadtbefestigung    | erste einfache Bewehrung von 1236 wurde zwischen 1320 und 1360 durch einen massiven Mauerring aus Tuffsteinquadern ersetzt, wehrtechnische Modernisierung 1. Hälfte 15. Jahrhundert. Davon noch die feldseitigen Außenmauern in Teilen erhalten. Die vier Tortürme mit Vorwerk und Zwinger (Schmiedtor, Oberes Tor, Pöltner Tor und Schörgerlturm) wurden 1872/73 abgetragen. | D-1-90-157-211 Wikidata | weitere Bilder      |
| Weilheim Cavaliergasse 4 (Standort)                    | Stadtmauerabschnitt | Zugehöriger Abschnitt der westlichen Stadtmauer, 1. Hälfte 14. Jahrhundert | D-1-90-157-211          | Stadtmauerabschnitt |
| Weilheim Herzog-Christoph-Straße 1, 3, 5, 7 (Standort) | Stadtmauer          | Zugehörige Abschnitte der westlichen Stadtmauer, erste Hälfte 14. Jahrhundert | D-1-90-157-211          | BW                  |
| Weilheim Mittlerer Graben (Standort)                   | Stadtmauer          | Abschnitte der nördlichen Stadtmauer, erste Hälfte 14. Jahrhundert, teilweise überbaut | D-1-90-157-211          | Stadtmauer          |
| Weilheim Oberer Graben (Standort)                      | Stadtmauer          | Abschnitt der südlichen Stadtmauer, erste Hälfte 14. Jahrhundert; zwischen Pöltner Straße und Hofstraße. | D-1-90-157-211          | Stadtmauer          |
| Weilheim Pütrichstraße 3, 5, 5a (Standort)             | Stadtmauerabschnitt | Zugehörige Abschnitte der östlichen Stadtmauer, 1. Hälfte 14. Jahrhundert | D-1-90-157-211          | Stadtmauerabschnitt |
| Weilheim Theatergasse (Standort)                       | Stadtmauer          | Ostabschnitt der südlichen Stadtmauer, 1. Hälfte 14. Jahrhundert; siehe Pöltner Straße 20 | D-1-90-157-211          | BW                  |
| Weilheim Theaterplatz (Standort)                       | Stadtmauer          | Westabschnitt der südlichen Stadtmauer, 1. Hälfte 14. Jahrhundert | D-1-90-157-211          | Stadtmauer          |
| Weilheim Unterer Graben (Standort)                     | Stadtmauer          | Abschnitte der westlichen Stadtmauer; siehe Cavaliergasse 4, Herzog-Christoph-Straße 1, 3, 5, 7 und Kreuzgasse 10 | D-1-90-157-211          | Stadtmauer          |

## Baudenkmäler nach Ortsteilen

### Weilheim
| Lage                                                                | Objekt | Beschreibung | Akten-Nr.               | Bild |
| ------------------------------------------------------------------- | --- | --- | ----------------------- | --- |
| Admiral-Hipper-Straße 2 (Standort)                                  | Wohn- und Geschäftshaus | dreigeschossiger verputzter Giebelbau mit steilem Satteldach, im Kern 3. Viertel 19. Jahrhundert, modern verändert | D-1-90-157-2            | weitere Bilder |
| Admiral-Hipper-Straße 4 (Standort)                                  | Wohn- und Geschäftshaus | dreigeschossiger verputzter Giebelbau mit steilem Satteldach, im Kern 3. Viertel 19. Jahrhundert, modern verändert | D-1-90-157-4            | weitere Bilder |
| Admiral-Hipper-Straße 6 (Standort)                                  | Ehemals Badehaus, jetzt Apotheke | dreigeschossiger verputzter Traufseitbau mit Mansardwalmdach, im Kern spätes Mittelalter, tiefgreifender Umbau 1930 | D-1-90-157-6            | weitere Bilder |
| Admiral-Hipper-Straße 7 (Standort)                                  | Wohn- und Geschäftshaus | dreigeschossiger Giebelbau mit Satteldach und Putzrahmungen, Mitte 19. Jahrhundert | D-1-90-157-7            | weitere Bilder |
| Admiral-Hipper-Straße 9 (Standort)                                  | Ehemals Wirtshaus Zu den drei Mohren | dreigeschossiger Traufseitbau mit Mezzanin und Satteldach, um 1850/60; Ehemaliger Wirtsstadel, zweigeschossiger Massivbau aus Tuffquadern und Backstein, mit Walmdach und Hochfahrt, um 1800 | D-1-90-157-9            | weitere Bilder |
| Admiral-Hipper-Straße 10 (Standort)                                 | Wohn- und Geschäftshaus, sogenanntes Predigerhaus | zweigeschossiger traufständiger Putzbau mit Kastengesims und Satteldach, Mitte 19. Jahrhundert | D-1-90-157-10           | Wohn- und Geschäftshaus, sogenanntes Predigerhaus                                                                   |
| Admiral-Hipper-Straße 11 (Standort)                                 | Ehemals Patrizierhaus, sogenanntes Neuchingerhaus | dreigeschossiger verputzter Traufseitbau mit Flacherker und altem Schneefanggitter, über spätmittelalterlichem Kern 1867 weitgehend neu erbaut | D-1-90-157-11           | weitere Bilder |
| Admiral-Hipper-Straße 13 (Standort)                                 | Katholisches Pfarrhaus | dreigeschossiger Traufseitbau mit Putzrustika, Flacherker und Relieftondo mit Muttergottes, im Kern Mitte 19. Jahrhundert | D-1-90-157-13           | weitere Bilder |
| Admiral-Hipper-Straße 14 (Standort)                                 | Wohn- und Geschäftshaus | dreigeschossiger verputzter Traufseitbau mit Rosettenfries am Kastengesims, Mitte 19. Jahrhundert | D-1-90-157-14           | weitere Bilder |
| Admiral-Hipper-Straße 16 (Standort)                                 | Wohn- und Geschäftshaus | dreigeschossiger verputzter Giebelbau mit neubarocker Fassadengliederung und steilem Satteldach, dendrochronologisch datiert 1612, um 1862 verändert | D-1-90-157-16           | weitere Bilder |
| Admiral-Hipper-Straße 19 (Standort)                                 | Wohn- und Geschäftshaus | schmaler viergeschossiger Walmdachbau mit flachem Mittelerker und Satteldach, Mitte 19. Jahrhundert | D-1-90-157-18           | weitere Bilder |
| Andreas-Schmidtner-Straße 21 (Standort)                             | Bildstockkapelle, sogenannte Eisvoglkapelle | massiver Nischenbau mit Pultdach, 2. Hälfte 18. Jahrhundert | D-1-90-157-155          | Bildstockkapelle, sogenannte Eisvoglkapelle                                                                         |
| Angerkapellenstraße (Standort)                                      | Kapelle zur Schmerzhaften Muttergottes am Anger | kleiner verputzter Saalbau mit dreiseitigem Chorschluss, profiliertem Traufgesims und Walmdach, 1661, umgestaltet 1761; mit Ausstattung | D-1-90-157-20           | Kapelle zur Schmerzhaften Muttergottes am Anger                                                                     |
| Augsburger Straße 4 (Standort)                                      | Villa | historisierender zweigeschossiger Gruppenbau auf hohem Kellergeschoss mit Putzgliederung, Walm- und Schopfwalmdach sowie polygonalem Eckturm mit Zwiebelhaube, um 1900 | D-1-90-157-22           | Villa |
| Deutenhauser Straße 14 (Standort)                                   | Ehemals Wassermühle, sogenannte Zotzenmühle | langgestreckter zweigeschossiger Putzbau mit Hochtenne und Halbwalm, um 1840 | D-1-90-157-25           | Ehemals Wassermühle, sogenannte Zotzenmühle                                                                         |
| Dr.-Johann-Bauer-Platz 1 (ehem. Herzog-Albrecht-Platz 2) (Standort) | Ehemals Gerichtsgefängnis | Ursprünglich dreigeschossiger unverputzter Backsteinbau mit Eckquadern und torturmartigem Durchgang, 1838/40, Erhöhung um ein Mezzanin und flaches Walmdach 1857/58, tiefgreifende Veränderungen ab 1998 | D-1-90-157-53           | weitere Bilder |
| Eisenkramergasse (bei Marienplatz 14) (Standort)                    | Ehemals Wohnhaus | zweigeschossiger verputzter Traufseitbau mit Satteldach, um 1840/50 | D-1-90-157-26           | [[Vorlage:Bilderwunsch/code!/C:47.83999,11.14199!/D:Eisenkramergasse (bei Marienplatz 14), Ehemals Wohnhaus!/\|BW]] |
| Eisenkramergasse 13 (Standort)                                      | Gartenpavillon | kleiner barocker Putzbau mit geschwungenem Giebel und Mauerdurchbruch, Ende 18. Jahrhundert; zugehöriger Abschnitt der Stadtmauer | D-1-90-157-189          | Gartenpavillon |
| Engelhartstraße 21 (Standort)                                       | Wohnhaus | zweigeschossiger Satteldachbau mit Treppenhausrisalit und Loggia, von Josef Oswald, 1905 | D-1-90-157-283          | Wohnhaus |
| Fischergasse 5 (Standort)                                           | Kapelle Heilig Kreuz | barocker Saalbau mit Blendarkaden, dreiseitigem Chorschluss und Fassadenturm mit Zwiebelhaube, Neubau 1638; mit Ausstattung | D-1-90-157-27           | Kapelle Heilig Kreuz                                                                                                |
| Friedhofweg 2 (Standort)                                            | Katholische Friedhofskirche St. Salvator und Sebastian                                                                                               | Katholische Friedhofskirche St. Salvator und Sebastian, ungegliederter spätgotischer Zentralbau zu acht Seiten mit Zeltdach, 1449, polygonaler Choranbau mit Sakristei 1481, Vorhalle und Turmunterbau 1526, Turmoberteil von Hans Guggemoos 1583, Spitzhelm 1852; mit Ausstattung; Friedhof mit Grabdenkmälern und Gedenksteinen des 15. bis 19. Jahrhunderts sowie des frühen 20. Jahrhunderts, teilweise in die Friedhofsmauer eingelassen; Aussegnungshalle mit Leichenhaus, historisierender Satteldachbau mit neuromanischen Säulenarkaden und Flügelbauten, 1876; Kriegergedächtniskapelle, kleiner neubarocker Kubus mit Portikus und Mansardwalmdach, um 1920 | D-1-90-157-28           | weitere Bilder |
| Geistbühelstraße 3 (Standort)                                       | Villa | zweigeschossiger verputzter Massivbau mit flachem Satteldach, Zierfachwerk, Erkern und Zwerchgiebeln, im Heimatstil, 1900; Einfriedung, Pfeiler aus Stampfbeton, gleichzeitig | D-1-90-157-191          | weitere Bilder |
| Greitherstraße 3 (Standort)                                         | Wohn- und Geschäftshaus | zweigeschossiger verputzter Quaderbau mit Walmdach, 2. Viertel 19. Jahrhundert, später verändert | D-1-90-157-29           | weitere Bilder |
| Greitherstraße 7 (Standort)                                         | Ehemals Wohnstallhaus | zweigeschossiger verputzter Giebelbau mit Halbwalmdach, im Kern 1. Hälfte 19. Jahrhundert, später verändert | D-1-90-157-30           | weitere Bilder |
| Greitherstraße 10 (Standort)                                        | Bauernhaus | Ehemals Bauernhaus, zweigeschossiger verputzter Einfirsthof mit Satteldach, nach 1793; Einfriedung, schmiedeeisern, um 1900 | D-1-90-157-31           | weitere Bilder |
| Greitherstraße 19 (Standort)                                        | Ehemals katholisches Pfarrhaus St. Hippolyt in Pölten                                                                                                | zweigeschossiger schlichter Putzbau mit steilem Satteldach, nach 1793; Nebengebäude, erdgeschossiger Satteldachbau mit Backstein und Holzverschalung, 2. Hälfte 19. Jahrhundert | D-1-90-157-33           | Ehemals katholisches Pfarrhaus St. Hippolyt in Pölten                                                               |
| Hofstraße 3 (Standort)                                              | Ehemals Frühmesshaus | zweigeschossiger Traufseitbau mit Geschossgliederung, Gemälde des hl. Joseph und einseitigem Walmdach, 1. Hälfte 19. Jahrhundert | D-1-90-157-36           | weitere Bilder |
| Hofstraße 5 (Standort)                                              | Wohn- und Geschäftshaus | zweigeschossiger Traufseitbau mit historisierender Putzgliederung, 2. Viertel 19. Jahrhundert | D-1-90-157-38           | weitere Bilder |
| Hofstraße 11 (Standort)                                             | Bürgerhaus | dreigeschossiger Steildachbau, im Kern 15. Jahrhundert, Umbau und Aufstockung 1611 (dendrochronologisch datiert), Umbauten 18. Jahrhundert und Mitte 19. Jahrhundert | D-1-90-157-280          | weitere Bilder |
| Hofstraße 12 (Standort)                                             | Gasthaus | zweigeschossiger kubischer Eckbau mit Walmdach, im Kern 2. Hälfte 18. Jahrhundert, später verändert | D-1-90-157-40           | weitere Bilder |
| Hofstraße 19/21 (Standort)                                          | Ehemals Landgericht, jetzt Finanzamt | dreigeschossiger unverputzter Back- und Tuffsteinbau mit Mezzanin und Walmdach, 1857; Ehemaliges Amtsgericht, jetzt Vermessungsamt, viergeschossiger Satteldachbau mit Putzgliederung, 1857 | D-1-90-157-42           | weitere Bilder |
| Hofstraße 23 (Standort)                                             | Ehemaliges Rentamt anstelle des Pflegschlosses, jetzt Finanzamt                                                                                      | schlossartiger dreigeschossiger Gruppenbau zu drei bzw. vier Geschossen mit Sattel- und Walmdach, Flacherker und neuklassizistischem Portal, östlicher Abschnitt 1857, westlicher Teil 1909; Torbogen, verputzt, wohl noch 1857 | D-1-90-157-43           | weitere Bilder |
| Johann-Baur-Straße 57 (Standort)                                    | Wegkapelle Christus in der Rast, sogenannte Rastkapelle                                                                                              | kleiner Satteldachbau mit leicht eingezogener Apsis und Putzgliederung, 1650, erweitert 1724 und teilweise erneuert 1791; mit Ausstattung | D-1-90-157-45           | Wegkapelle Christus in der Rast, sogenannte Rastkapelle                                                             |
| Kaltenmoserstraße 34 (Standort)                                     | Landhaus, sogenannte Nerbl-Villa | zweigeschossiger Putzbau mit umlaufender Trauflaube und Giebellauben, Eckerker und flachem Satteldach, im Heimatstil von Joseph Pemler, 1937, Fassadenmalereien von Heinrich Bickel | D-1-90-157-201          | BW |
| Karl-Böhaimb-Straße 4 (Standort)                                    | Ehem. Evang.-Luth. Pfarrhaus | zweigeschossiger Mansardwalmdachbau mit Putzgliederung, Erkern, Freitreppe und Dachgauben; mit Einfriedung; um 1905 | D-1-90-157-284          | weitere Bilder |
| Kirchplatz 9 (Standort)                                             | Wohn- und Geschäftshaus | zweigeschossiger verputzter Traufseitbau mit flachem Satteldach, Mitte 19. Jahrhundert | D-1-90-157-47           | weitere Bilder |
| Kirchplatz 11 (Standort)                                            | Wohn- und Geschäftshaus | zweigeschossiger Eckbau mit Mezzanin, flachem Walmdach und reicher neuklassizistischer Gliederung, von Leopold Eberhard, im Hof bezeichnet 1876 | D-1-90-157-49           | weitere Bilder |
| Kreuzgasse 1 (Standort)                                             | Wohn- und Geschäftshaus | dreigeschossiger giebelständiger Putzbau mit Satteldach, im Kern 18. Jahrhundert, Veränderungen 19. Jahrhundert | D-1-90-157-50           | weitere Bilder |
| Kreuzgasse 6 (Standort)                                             | Wohnhaus | dreigeschossiger schmaler Giebelbau mit steilem Satteldach, im Kern 18. Jahrhundert, verändert Ende 19. Jahrhundert und 20. Jahrhundert | D-1-90-157-51           | Wohnhaus |
| Ledererstraße 7 (Standort)                                          | Wohn- und Geschäftshaus, sogenanntes Watsackerhaus                                                                                                   | dreigeschossiger verputzter Traufseitbau mit steilem Satteldach und Krangaube, im Kern 16. Jahrhundert | D-1-90-157-58           | weitere Bilder |
| Marienplatz, Reinhard-Schmid-Platz (Standort)                       | Mariensäule | Marienfigur auf hoher Säule mit doppeltem Postament, bezeichnet 1698, ergänzt 1857 | D-1-90-157-86           | weitere Bilder |
| Marienplatz, Reinhard-Schmid-Platz (Standort)                       | Stadtbrunnen | quadratisches Brunnenbecken mit Eckfiguren und klassizistischer Brunnensäule, Sandstein, zusammengestellt aus Teilen des Steingadener Klosterbrunnens von 1791, 1828/29 | D-1-90-157-87           | weitere Bilder |
| Marienplatz 1 (Standort)                                            | Ehemals Rathaus, Schule, Schranne und Brothaus, jetzt Städtisches Museum, sogenanntes Altes Rathaus                                                  | dreigeschossiger langgestreckter und schmaler Bau mit Mansardwalmdach, Dachreiter und Freitreppe, weitestgehender Neubau 1788/90, neubarocke Fassadengestaltung 1876, im 19./20. Jahrhundert innen mehrfach umgebaut | D-1-90-157-63           | weitere Bilder |
| Marienplatz 2 und 4 (Standort)                                      | Ehemals Landrichterhaus, dann Wohn- und Geschäftshaus, sogenanntes Pollinger- oder Hagerhaus                                                         | dreigeschossiger Giebelbau mit Putzgliederung und Satteldach, im Kern 17. Jahrhundert, später mehrfach verändert. | D-1-90-157-64           | weitere Bilder |
| Marienplatz 3 (Standort)                                            | Katholische Stadtpfarrkirche Mariä Himmelfahrt | verputzter Wandpfeilerbau mit eingezogenem Polygonalchor, Blendbogen und Stufengiebel, Neubau von Hans Krumpper 1624/31, gotischer Turmunterbau des Vorgängerbaus frühes 14. Jahrhundert, Turmobergeschosse 1573; mit Ausstattung | D-1-90-157-65           | weitere Bilder |
| Marienplatz 4 (Standort)                                            | Wohn- und Geschäftshaus | dreigeschossiger verputzter Traufseitbau mit Satteldach und polygonalem Erker, im Kern Mitte 19. Jahrhundert | D-1-90-157-66           | Wohn- und Geschäftshaus                                                                                             |
| Marienplatz 5 (Standort)                                            | Wohn- und Geschäftshaus, sogenannt Goldschmied | viergeschossiger verputzter Eckbau mit abgeflachtem Mansardwalmdach, 1. Hälfte 19. Jahrhundert | D-1-90-157-67           | weitere Bilder |
| Marienplatz 7 (Standort)                                            | Wohn- und Geschäftshaus, sogenannt Sattler | dreigeschossiger verputzter Giebelbau mit Satteldach, im Kern 18. Jahrhundert, Ende 19. Jahrhundert umgebaut | D-1-90-157-69           | weitere Bilder |
| Marienplatz 8 (Standort)                                            | Wohn- und Geschäftshaus | dreigeschossiger verputzter Traufseitbau mit Satteldach, im historisierenden Stil, Mitte 19. Jahrhundert, Erdgeschoss stark verändert | D-1-90-157-70           | weitere Bilder |
| Marienplatz 9 (Standort)                                            | Wohn- und Geschäftshaus, sogenannt Rotgerber | dreigeschossiger verputzter Giebelbau mit steilem Satteldach, um 1860, im Kern wohl älter | D-1-90-157-71           | weitere Bilder |
| Marienplatz 10 (Standort)                                           | Wohn- und Geschäftshaus, sogenannt Dirhansel | dreigeschossiger Traufseitbau mit Satteldach, Brüstungsgitter und Stichbogenfries, Mitte 19. Jahrhundert | D-1-90-157-72           | Wohn- und Geschäftshaus, sogenannt Dirhansel                                                                        |
| Marienplatz 12 (Standort)                                           | Hotel Vollmann | langgestreckter dreigeschossiger Traufseitbau mit Satteldach und historisierender Fassadengestaltung, im Kern Mitte 19. Jahrhundert | D-1-90-157-74           | weitere Bilder |
| Marienplatz 13 (Standort)                                           | Wohn- und Geschäftshaus, sogenannt Kistler | dreigeschossiger verputzter Traufseitbau mit einseitig abgewalmtem Dach, 3. Viertel 19. Jahrhundert | D-1-90-157-75           | weitere Bilder |
| Marienplatz 14 (Standort)                                           | Wohn- und Geschäftshaus, sogenannt Michalot | dreigeschossiger Traufseitbau mit Satteldach und Fassadengestaltung im Stil der Neurenaissance, Mitte 19. Jahrhundert | D-1-90-157-76           | weitere Bilder |
| Marienplatz 15 (Standort)                                           | Wohn- und Geschäftshaus, sogenannt Peißenberger | viergeschossiger Eckbau mit Putzbändern und flachem Walmdach, im Kern 17./18. Jahrhundert, später verändert | D-1-90-157-77           | weitere Bilder |
| Marienplatz 17 (Standort)                                           | Gasthaus, sogenannt Nudl | dreigeschossiger verputzter Giebelbau mit steilem Satteldach, im Kern wohl 18. Jahrhundert, später verändert; Rückgebäude, zweigeschossiges Wohnhaus mit Satteldach, im Kern 2. Hälfte 18. Jahrhundert | D-1-90-157-79           | Gasthaus, sogenannt Nudl                                                                                            |
| Marienplatz 18, Schmiedstraße 2 (Standort)                          | Wohn- und Geschäftshaus, sogenannt Pähler Kramer | schmaler dreigeschossiger Eckbau mit geohrtem Giebel und steilem Satteldach, im Kern 18. Jahrhundert, verändert 3. Viertel 19. Jahrhundert | D-1-90-157-157          | weitere Bilder |
| Marienplatz 19 (Standort)                                           | Wohn- und Geschäftshaus, sogenannt Schleifer | dreigeschossiger Putzbau mit steilem Satteldach und rustiziertem Erdgeschoss, im Kern Ende 17. Jahrhundert, später verändert | D-1-90-157-80           | Wohn- und Geschäftshaus, sogenannt Schleifer                                                                        |
| Marienplatz 21 (Standort)                                           | Wohn- und Geschäftshaus, sogenanntes Kipfingerhaus                                                                                                   | dreigeschossiger Putzbau mit traufseitigem Satteldach, im Kern 19. Jahrhundert, vorgeblendeter neubarocker Schweifgiebel und Flacherker nach 1909, modern bemalt | D-1-90-157-81           | weitere Bilder |
| Marienplatz 23 (Standort)                                           | Wohn- und Geschäftshaus, sogenannt Lebzelter | viergeschossiger Putzbau mit steilem Satteldach und geohrtem Dreiecksgiebel, im Kern 17./18. Jahrhundert, Umgestaltung Anfang 20. Jahrhundert und später | D-1-90-157-82           | weitere Bilder |
| Marienplatz 25 (Standort)                                           | Ehemals Gasthaus, sogenannt Lupolhansel | dreigeschossiger Giebelbau mit Satteldach, im Kern 18. Jahrhundert, Fassadengestaltung mit Putzbändern und Rauputz frühes 20. Jahrhundert | D-1-90-157-83           | weitere Bilder |
| Marienplatz 27 (Standort)                                           | Wohn- und Geschäftshaus, sogenannt Kirchner | schmaler viergeschossiger Giebelbau mit Satteldach, Mitte 19. Jahrhundert, im 20. Jahrhundert verändert | D-1-90-157-84           | weitere Bilder |
| Marienplatz 29 (Standort)                                           | Wohn- und Geschäftshaus | dreigeschossiger verputzter Giebelbau mit Satteldach und Marienfresko, 1. Hälfte 19. Jahrhundert | D-1-90-157-85           | Wohn- und Geschäftshaus                                                                                             |
| Münchener Straße 2 (Standort)                                       | Ehemals Heilig-Geist-Spital, Katholische Spitalkirche zur Hl. Dreifaltigkeit                                                                         | klassizistischer Saalbau mit stark eingezogener Apsis, vorgelagertem Portikus und Fassadentürmchen, von Leonhard Schmidtner, 1826; mit Ausstattung; Ehemaliges Heilig-Geist-Spital, jetzt städtisches Bürgerheim, langgestreckter ehemals zweigeschossiger Walmdachbau mit flachen Risaliten, gefugten Ecklisenen und Rauputz-Erdgeschoss, 1826, Erweiterung nach Norden 1887, Stockwerkserhöhung und Fassadenneugestaltung 1902; Ehemaliges Gartenhaus, zweigeschossiger Zeltdachbau mit spätbarocker Putzgliederung, um 1800 | D-1-90-157-89           | Ehemals Heilig-Geist-Spital, Katholische Spitalkirche zur Hl. Dreifaltigkeit                                        |
| Münchener Straße 19 (Standort)                                      | Wohn- und Geschäftshaus | zweigeschossiger verputzter Giebelbau mit flachem Satteldach und polygonalem Erker, 3. Viertel 19. Jahrhundert | D-1-90-157-91           | Wohn- und Geschäftshaus                                                                                             |
| Münchener Straße 29 (Standort)                                      | Landhaus | zweigeschossiger neubarocker Walmdachbau mit Erker, Eckquaderung und Ziergiebel, um 1900 | D-1-90-157-92           | Landhaus |
| Murnauer Straße 3 (Standort)                                        | Wohnhaus | zweigeschossiger Putzbau auf hohem Kellergeschoss mit Mansarddach mit Schopfwalm, 2. Viertel 19. Jahrhundert | D-1-90-157-94           | weitere Bilder |
| Murnauer Straße 6 (Standort)                                        | Wohnhaus | zweigeschossiger Giebelbau mit flachem Satteldach und historisierender Putzgliederung, um 1860/70 | D-1-90-157-95           | weitere Bilder |
| Murnauer Straße 7 (Standort)                                        | Villa Kremer | zweigeschossiger Gruppenbau mit Mansardwalmdach, Gurtgesims und Fenstergitter, Ende 18. Jahrhundert, wohl Ende des 19. Jahrhunderts neubarock erweitert und verändert; Gartenhaus, kleiner erdgeschossiger Putzbau mit Mittelrisalit und Mansardwalmdach, Ende 19. Jahrhundert | D-1-90-157-96           | Villa Kremer |
| Murnauer Straße 12 (Standort)                                       | Ehemals Realschulpensionat, jetzt Gymnasium | dreigeschossige Dreiflügelanlage mit Walmdach, Gauben und reicher neubarocker Putzgliederung, 1897/98 | D-1-90-157-97           | weitere Bilder |
| Nähe Obere Stadt, An der Bärenmühle (Standort)                      | Wegkapelle | kleine verputzte Nischenanlage mit flachem Satteldach, 1693, erweitert 1862; mit Ausstattung. | D-1-90-157-23           | Wegkapelle |
| Obere Stadt 10 (Standort)                                           | Ehemals Wohnstallhaus | zweigeschossiger Satteldachbau mit Schopfwalm, Mitte 19. Jahrhundert, barockisierende Putzgliederung Ende 19. Jahrhundert | D-1-90-157-99           | Ehemals Wohnstallhaus                                                                                               |
| Obere Stadt 19 (Standort)                                           | Wohn- und Geschäftshaus | schmaler zweigeschossiger Eckbau mit abgewalmtem Dach, 3. Viertel 19. Jahrhundert | D-1-90-157-101          | Wohn- und Geschäftshaus                                                                                             |
| Obere Stadt 31/33 (Standort)                                        | Gasthaus zum Oberbräu | langgestreckter zweigeschossiger Traufseitbau mit flachem Walmdach und Putzgliederung, 2. Viertel 19. Jahrhundert | D-1-90-157-104          | Gasthaus zum Oberbräu                                                                                               |
| Obere Stadt 47 (Standort)                                           | Ehemals Wohnstallhaus, sogenannt Baumoaster | zweigeschossiger verputzter Eckbau einer Reihenhausbebauung, mit Walmdach und ehemals Einfahrtstor, nach 1810 | D-1-90-157-106          | Ehemals Wohnstallhaus, sogenannt Baumoaster                                                                         |
| Obere Stadt 53 (Standort)                                           | Ehemals Wohnstallhaus, sogenannt Awarzer | zweigeschossiges Reihenhaus mit Einfahrtstor und Satteldach, nach 1810 | D-1-90-157-108          | Ehemals Wohnstallhaus, sogenannt Awarzer                                                                            |
| Obere Stadt 66 (Standort)                                           | Ehemals Wassermühle, sogenannte Mittermühle bzw. Seemüller                                                                                           | dreigeschossiger Putzbau mit Walmdach und profiliertem Traufgesims, im Kern 18. Jahrhundert | D-1-90-157-110          | weitere Bilder |
| Obere Stadt 67 (Standort)                                           | Ehemals Wohnstallhaus | zweigeschossiger verputzter Eckbau mit Walmdach und Traufgesims, nach 1810 | D-1-90-157-111          | BW |
| Obere Stadt 71 (Standort)                                           | Ehemals Zehntkasten des Klosters Ettal, nach 1855 Bezirksamtsgebäude                                                                                 | breitgelagerter dreigeschossiger Putzbau mit Walmdach, Zwerchhaus und profiliertem Traufgesims, im Kern 17./18. Jahrhundert | D-1-90-157-113          | Ehemals Zehntkasten des Klosters Ettal, nach 1855 Bezirksamtsgebäude                                                |
| Obere Stadt 73/75 (Standort)                                        | Wohnteil des ehemaligen Doppelwohnstallhauses, sogenannt Hammerl                                                                                     | breiter zweigeschossiger Giebelbau mit flachem Satteldach, im Kern nach 1810. | D-1-90-157-115          | Wohnteil des ehemaligen Doppelwohnstallhauses, sogenannt Hammerl                                                    |
| Obere Stadt 98 (Standort)                                           | Einfirsthof | zweigeschossiger, massiver Satteldachbau in Ecklage, im Kern 18. Jahrhundert, Wiederaufbau nach 1810, Dachwerk von 1852 (dendrochronologisch datiert), Umbau um 1900, Wirtschaftsteil später nach Süden erweitert | D-1-90-157-210          | Einfirsthof |
| Obere Stadt 106 (Standort)                                          | Bärenmühle, auch Bernmühle | lang gestreckter, zweigeschossiger Bau mit Halbwalm, 2. Viertel 19. Jahrhundert; Wasserrad, unterschlächtig und eisern mit hölzernen Schaufeln, um 1874 | D-1-90-157-119          | Bärenmühle, auch Bernmühle                                                                                          |
| Obere Stadt 111 (Standort)                                          | Wohnteil des ehemaligen Wohnstallhauses | zweigeschossiger Giebelbau mit flachem Satteldach und Putzgliederung, Mitte 19. Jahrhundert | D-1-90-157-121          | Wohnteil des ehemaligen Wohnstallhauses                                                                             |
| Obere Stadt 119, 121 (Standort)                                     | Ehemals Doppelbauernhaus | zweigeschossiger Putzbau mit flachem Satteldach, nach 1810 | D-1-90-157-124          | Ehemals Doppelbauernhaus                                                                                            |
| Obere Stadt 123 (Standort)                                          | Ehemals Wohnstallhaus | zweigeschossiger verputzter Giebelbau mit flachem Satteldach, nach 1810 | D-1-90-157-125          | Ehemals Wohnstallhaus                                                                                               |
| Obere Stadt 133, 135 (Standort)                                     | Ehemals Doppelbauernhaus | breitgelagerter zweigeschossiger Putzbau mit flachem Satteldach, im Kern nach 1810 | D-1-90-157-127          | Ehemals Doppelbauernhaus                                                                                            |
| Obere Stadt 137 (Standort)                                          | Ehemals Bauernhof | zweigeschossiges Wohnstallhaus mit abknickener Fassade, im Kern nach 1810, Satteldach später | D-1-90-157-128          | Ehemals Bauernhof                                                                                                   |
| Petelgasse 6 (Standort)                                             | Villa | zweigeschossiger Eckbau mit Schopfwalmdach, Eckerkerturm und Ziergiebel, in historisierenden Formen von Josef Oswald, 1899, 1909 erweitert; Ehemaliges Stallgebäude, zweigeschossiger verputzter Satteldachbau, gleichzeitig; Einfriedung, Pfeiler aus Stampfbeton mit massiver Füllung, um 1909 | D-1-90-157-44           | Villa |
| Pollinger Feld; Prälatenweg; Weilheimer Feld (Standort)             | 2 Wegsteine, Teil der 4 von ehem. 7 auf Tuffsteinkapellen und zuvor Martersäulen zurückgehenden Pfeiler am Prälatenweg zwischen Weilheim und Polling | rechteckige Tuffsteinpfeiler mit gefasten Kanten und Vertiefungen für Schranken oder Ketten, vermutlich zweitverwendet, Mitte 19. Jh. Hinweis: Die Aktennummer ist offensichtlich falsch, steht aber so in der BLfD-Liste und im BayernAtlas. | D-1-81-113-57           | BW |
| Pollinger Straße 4 (Standort)                                       | Ehemals Stadel der Pollinger Schwaige | zweigeschossiger Putzbau mit steilem Satteldach und Hochtennen, Ende 18. Jahrhundert | D-1-90-157-145          | Ehemals Stadel der Pollinger Schwaige                                                                               |
| Pöltnerstraße 4 (Standort)                                          | Ehemals Nebengebäude, dann Wohn- und Geschäftshaus                                                                                                   | dreigeschossiger verputzter Giebelbau mit steilem Satteldach, im Kern wohl 1. Hälfte 16. Jahrhundert, Umbau nach 1811 | D-1-90-157-131          | weitere Bilder |
| Pöltnerstraße 5 (Standort)                                          | Wohn- und Geschäftshaus | dreigeschossiger verputzter Giebelbau mit steilem Satteldach, im Kern 18. Jahrhundert | D-1-90-157-132          | weitere Bilder |
| Pöltnerstraße 6 (Standort)                                          | Wohn- und Geschäftshaus | dreigeschossiger verputzter Giebelbau mit steilem Satteldach, im Kern 1. Hälfte 16. Jahrhundert, später verändert | D-1-90-157-198          | weitere Bilder |
| Pöltnerstraße 7 (Standort)                                          | Wohn- und Geschäftshaus | dreigeschossiger Giebelbau mit Vorschusswand und Satteldach, Mitte 19. Jahrhundert, Putzgliederung um 1925 | D-1-90-157-133          | weitere Bilder |
| Pöltnerstraße 8 (Standort)                                          | Wohn- und Geschäftshaus | dreigeschossiger Putzbau mit spätgotischem Treppengiebel, Rundbogenblenden und flachem Satteldach, im Kern 1. Viertel 16. Jahrhundert, später verändert | D-1-90-157-134          | weitere Bilder |
| Pöltnerstraße 9 (Standort)                                          | Wohn- und Geschäftshaus, sogenanntes Zinngießerhaus                                                                                                  | dreigeschossiger Giebelbau mit steilem Satteldach, Putzgliederung und neugotischem Stufengiebel, Mitte 19. Jahrhundert, mit älterem Kern | D-1-90-157-135          | weitere Bilder |
| Pöltnerstraße 10 (Standort)                                         | Wohn- und Geschäftshaus, sogenanntes Kupferschmiedehaus                                                                                              | dreigeschossiger Giebelbau mit Satteldach, ehemals Hofdurchfahrt und Putzgliederung, im Kern 16. Jahrhundert, im 18./19. Jahrhundert und modern verändert | D-1-90-157-136          | weitere Bilder |
| Pöltnerstraße 16 (Standort)                                         | Wohn- und Geschäftshaus | dreigeschossiger Traufseitbau mit historisierenden Putzrahmen und Satteldach, 3. Viertel 19. Jahrhundert | D-1-90-157-138          | weitere Bilder |
| Pöltnerstraße 18 (Standort)                                         | Wohn- und Geschäftshaus | zweigeschossiger Eckbau mit Mezzanin, neubarocker Fassadengestaltung und Walmdach, 1896/98 | D-1-90-157-197          | weitere Bilder |
| Pöltnerstraße 20 (Standort)                                         | Wohn- und Geschäftshaus | zweigeschossiger verputzter Eckbau mit eingezogener Giebelhälfte und steilem Satteldach, wohl 2. Hälfte 17. Jahrhundert, Fassadenmalerei mit Abbildung des 1874 abgebrochenen Pöltner Tors von 1932; zugehörig Stadtmauer | D-1-90-157-140          | weitere Bilder |
| Pöltnerstraße 28 (Standort)                                         | Wohn- und Geschäftshaus | zweigeschossiger verputzter Giebelbau mit steilem Satteldach, um 1860/70 | D-1-90-157-142          | weitere Bilder |
| Pöltnerstraße 32 (Standort)                                         | Ehemals Gasthaus zum Gattinger | hoher dreigeschossiger Putzbau mit Satteldach, im Kern 17./18. Jahrhundert, Kreuzgruppe 1. Hälfte 17. Jahrhundert, zweiflügelige geschnitzte Haustür um 1840, Fassadenmalerei von Heinrich Bickel 1951 | D-1-90-157-144          | weitere Bilder |
| Prälatenweg 2 (Standort)                                            | Wohnhaus | breitgelagerter Putzbau mit Schleppdach und Eckerker mit Zwiebelhaube, weitestgehender Neubau um 1870/80 auf älteren Grundlagen | D-1-90-157-146          | weitere Bilder |
| Pütrichstraße 6 (Standort)                                          | Sommerkelleranlage der ehemaligen Postbrauerei | mehrere aneinandergereihte Kellerräume, Backsteintonnengewölbe über Sandsteinmauerwerk, im Kern 18. Jahrhundert, mit Erweiterungen 19. Jahrhundert | D-1-90-157-204          | BW |
| Pütrichstraße 10, 10 a (Standort)                                   | Ehemalige Kreislandwirtschaftsschule, heute Landratsamt                                                                                              | dreigeschossiger Satteldachbau, Giebelseiten mit Schulterstaffeln, Traufseiten mit Eingangs- und Treppenrisalit, Balkone und Gauben; Umfassungsmauer aus Bruchstein; von Strasser und Vogel (Landbauamt Weilheim), innen bez. 1931. | D-1-90-157-286          | BW |
| Rathausplatz 15 (Standort)                                          | Kruzifix | barocker Korpus am Kreuz mit Einhausung, Holz, 2. Hälfte 17. Jahrhundert | D-1-90-157-153          | weitere Bilder |
| Rathausplatz 13 (Standort)                                          | Wohnteil des ehemaligen Ackerbürgerhauses | zweigeschossiger Giebelbau mit Schopfwalmdach und Putzgliederung, im Kern 18. Jahrhundert | D-1-90-157-150          | weitere Bilder |
| Schmiedstraße 9 (Standort)                                          | Wohn- und Geschäftshaus | viergeschossiger Putzbau mit steilem Satteldach und barockisierendem Schweifgiebel, im Kern 17. Jahrhundert, später verändert | D-1-90-157-158          | weitere Bilder |
| Schmiedstraße 11 (Standort)                                         | Wohn- und Geschäftshaus | viergeschossiger Putzbau mit steilem Satteldach, Giebelknauf und rundbogiger Aufzugsöffnung, im Kern 2. Hälfte 16. Jahrhundert, später verändert | D-1-90-157-160          | weitere Bilder |
| Schmiedstraße 13 (Standort)                                         | Wohn- und Geschäftshaus | dreigeschossiger verputzter Giebelbau mit steilem Satteldach, im Kern 2. Hälfte 16. Jahrhundert, um 1860/70 verändert | D-1-90-157-162          | weitere Bilder |
| Töllern (Standort)                                                  | Katholische Filialkirche St. Johannes der Täufer | schlichter Saalbau mit fünfseitigem Chorschluss und südlichem Flankenturm mit Zwiebelhaube, um 1400, Chor wohl 1490 angefügt, Erhöhung des Turms 1583; mit Ausstattung; Kirchhofsmauer mit drei pfeilergerahmten Durchgängen, 17. Jahrhundert | D-1-90-157-166 Wikidata | weitere Bilder |
| Töllern 3 (Standort)                                                | Ehemaliges Leprosenhaus | zweigeschossiger Massivbau mit Steildach, im Kern 1568 (dendrochronologisch datiert), Umbau 1692 (dendrochronologisch datiert) | D-1-90-157-207          | Ehemaliges Leprosenhaus                                                                                             |
| Unterer Graben 1 (Standort)                                         | Wohnhaus | zweigeschossiger kubischer Putzbau mit Walmdach, halbrunden Fensterbekrönungen und Satteldachanbau, um 1830/40; Ehemaliger Brauereistadel, sogenannter Bräuwastlstadel, breit gelagerter Putzbau mit Fassadengliederung und Schopfwalmdach, 2. Viertel 19. Jahrhundert | D-1-90-157-167          | BW |
| Unterer Graben 48 (Standort)                                        | Katholische Stadtpfarrkirche St. Hippolyt in St. Pölten                                                                                              | langgestreckter Saalbau mit polygonalem Chorschluss, südlich angefügter Sakristei mit ehemaliger Kapelle und nördlichem Flankenturm mit Spitzhelm, im Kern romanisch, barockisiert 1782, Turmerhöhung 1793 und 1844; mit Ausstattung; Neue Kirche, angefügter runder Zentralbau mit rechteckigen Erweiterungen, von Hans Strobel, 1968; mit Ausstattung; Kapelle St. Agatha, kleiner verputzter Saalbau mit dreiseitig schließendem Chor und Pilastergliederung, 1511, barockisiert 1674; mit Ausstattung; Teile der Friedhofsmauer, Ost- und Südzug mit alten Grabdenkmälern, Nordzug mit ehemaligem Karner und Geißelheiland, 17./18. Jahrhundert                    | D-1-90-157-168          | weitere Bilder |
| Wessobrunner Straße 10; 18 (Standort)                               | Viehversteigerungshalle, Hochlandhalle | Massivbau mit weit überstehendem Flachsatteldach und hölzernem Eingangsportal mit aufgeständerter Laube, von Moritz Glück, bezeichnet 1937; mit zeitgleicher Einfriedung | D-1-90-157-279          | weitere Bilder |

### Unterhausen
| Lage                                 | Objekt                                                  | Beschreibung | Akten-Nr.      | Bild                                                    |
| ------------------------------------ | ------------------------------------------------------- | --- | -------------- | ------------------------------------------------------- |
| Dorfstraße 11 (Standort)             | Ehemals Pfarrhaus                                       | zweigeschossiger Einfirsthof mit flachem Satteldach und verbrettertem Giebel, 1841 | D-1-90-157-183 | Ehemals Pfarrhaus                                       |
| Dorfstraße 13 (Standort)             | Getreidekasten des sogenannten Baur-Hofs                | erdgeschossiger Blockbau, 1. Hälfte 17. Jahrhundert | D-1-90-157-179 | weitere Bilder                                          |
| Im Kirchwinkl 6 (Standort)           | Katholische Pfarrkirche Mariä Heimsuchung               | Saalbau mit leicht eingezogenem Polygonalchor, angefügter Sakristei und südlichem Flankenturm, um 1350, Chor 1487, Turmoktogon mit doppelter Haube 1608, Einbeziehen der ehemaligen Dreifaltigkeitskapelle 1621, 1657 und 1773 umgestaltet; mit Ausstattung | D-1-90-157-178 | weitere Bilder                                          |
| Kapellenstraße (Standort)            | Wegkapelle                                              | verputzte Nischenanlage mit Satteldach, Mitte 17. Jahrhundert; mit Ausstattung | D-1-90-157-185 | weitere Bilder                                          |
| Raistinger Straße 4 (Standort)       | Ehemals Bauernhof, sogenannt beim Schahl bzw. Deininger | zweigeschossiger Einfirsthof mit Traufbundwerk, Giebellaube und flachem Satteldach, Anfang 19. Jahrhundert, Dachwerk 2. Hälfte 19. Jahrhundert | D-1-90-157-180 | Ehemals Bauernhof, sogenannt beim Schahl bzw. Deininger |
| Nähe Schlossengriesstraße (Standort) | Getreidekasten                                          | erdgeschossig, bezeichnet 1565, mit neuer Überdachung | D-1-90-157-212 | weitere Bilder                                          |
| Nähe Weilheimer Straße (Standort)    | Sühnekreuz                                              | Tuffstein, bezeichnet 1442 | D-1-90-157-186 | weitere Bilder                                          |

### Andere Ortsteile
| Lage                                                                | Objekt                                           | Beschreibung | Akten-Nr.               | Bild                     |
| ------------------------------------------------------------------- | ------------------------------------------------ | --- | ----------------------- | ------------------------ |
| Deutenhausen Burgweg 1 (Standort)                                   | Steinkreuz aus Tuffstein                         | 17./18. Jahrhundert; am Ostende des Burgwegs im Garten der sogenannten Angerer-Villa | D-1-90-157-192          | BW                       |
| Deutenhausen Von-Tuto-Straße 2 (Standort)                           | Katholische Filialkirche St. Johannes der Täufer | Saalbau mit eingezogenem Polygonalchor, angefügter Sakristei und nördlichem Chorflankenturm, im Kern romanisch, Veränderungen um 1500, 1668 und 1709, Turm erhöht und Zwiebelhaube 1788; mit Ausstattung; Östlicher Abschnitt der Friedhofsmauer mit Tuffstein-Abdeckplatten, 18./19. Jahrhundert | D-1-90-157-169 Wikidata | weitere Bilder           |
| Deutenhausen Von-Tuto-Straße 6 (Standort)                           | Getreidekasten                                   | erdgeschossiger Blockbau, bezeichnet 1720, Satteldach modern | D-1-90-157-170          | weitere Bilder           |
| Dietlhofen Kleine Teile, am Westufer des Dietlhofer Sees (Standort) | Ehemals Hofkapelle, sogenannte Seekapelle        | verputzte Nischenanlage mit Pultdach, 1650; mit Ausstattung | D-1-90-157-171          | weitere Bilder           |
| Gossenhofen Gossenhofen 1 (Standort)                                | Hofkapelle St. Augustinus                        | kleiner Saalbau mit fünfseitigem Chorschluss, Putzgliederung und Dachreiter mit Zwiebelhaube, von Caspar Feichtmayr, 1689; mit Ausstattung | D-1-90-157-172          | weitere Bilder           |
| Gossenhofen bei der Kapelle (Standort)                              | Tuffsteinkreuz                                   | 17./18. Jahrhundert | D-1-90-157-173          | Tuffsteinkreuz           |
| Hirschberg Hirschberg a.Haarsee 1 (Standort)                        | Schloss Hirschberg a.Haarsee                     | dreigeschossiger Walmdachbau mit Eckrisaliten, Portikus und Treppenturm als Verbindung zum niedrigeren Wirtschaftsteil, in neubarocken Formen mit Jugendstilelementen, von Karl Hocheder, 1907/09; Toreinfahrt, in barockisierenden Formen aus Tuffstein mit schmiedeeisernem Gitter im Jugendstil, gleichzeitig; Ehemaliges Stall- und Remisengebäude mit Verwalterhaus und Reithalle, langgestreckter Putzbau mit zweigeschossigem Kopfbau mit Mansardwalmdach und Querhaus mit Halbwalmdach, in barockisierenden Formen, nach 1907; Ehemaliges Gärtnerhaus mit angefügtem Gewächshaus, erdgeschossiger Putzbau mit Halbwalmdach bzw. Glasdach, 1909 | D-1-90-157-187          | weitere Bilder           |
| Marnbach Auchtweide (Standort)                                      | Feldkapelle St. Michael                          | kleiner verputzter Saalbau mit Satteldach und Okuli, 1717, eingezogener gerader Chor angefügt 1900; mit Ausstattung | D-1-90-157-175 Wikidata | weitere Bilder           |
| Marnbach Kirchstraße 2 (Standort)                                   | Katholische Pfarrkirche St. Michael              | schlichter Saalbau mit stark eingezogenem Polygonalchor, angefügter zweigeschossiger Sakristei und nördlichem Chorflankenturm, Turm 1324, Erneuerung des Chors 1514, barockes Langhaus 1673/86; mit Ausstattung; Ostzug der Friedhofsmauer, 18. und Ende 19. Jahrhundert; Lourdesgrotte, 1907 | D-1-90-157-174 Wikidata | weitere Bilder           |
| Marnbach bei Kirschbaumstraße 2 (Standort)                          | Steinkreuz aus Tuffstein                         | 17./18. Jahrhundert | D-1-90-157-193          | Steinkreuz aus Tuffstein |
| Rothsee In Rothsee (Standort)                                       | Hofkapelle St. Margaretha                        | schlichter kurzer Saalbau mit eingezogener Apsis und Fassadenturm mit Zwiebelhaube, 1780; mit Ausstattung | D-1-90-157-176          | weitere Bilder           |
| Rothsee Rothsee 1 (Standort)                                        | Ehemals Pollinger Schwaighof                     | zweigeschossiger kubischer Putzbau mit Zeltdach und Laterne, 2. Hälfte 18. Jahrhundert | D-1-90-157-177          | weitere Bilder           |
| Rothsee Rothsee 1, neben der Kapelle (Standort)                     | Sühnekreuz aus Tuffstein                         | spätmittelalterlich. | D-1-90-157-188          | Sühnekreuz aus Tuffstein |
| Waitzacker Waitzacker 1 (Standort)                                  | Gutshof Waitzacker                               | vierflügelige Anlage im neubarocken Stil um einen weiten Hof angeordnet, von Alwin Seifert, 1923, unter Verwendung älterer Teile: Gutshaus, dreigeschossiges Wohngebäude mit Krüppelwalmdach und Fassadenturm mit Zwiebelhaube; Torturm, dreigeschossiger Putzbau mit Halbgeschoss und Zeltdach, bezeichnet 1923; Ehemalige Maschinenhalle, erdgeschossiger Satteldachbau mit Segmentbogenfenstern; Ehemaliges Wohnstallhaus mit Schmiede und Gesindewohnräumen, zweigeschossiger Nordflügel mit Mansardwalmdach und zahlreichen Gauben; Stall mit Reithalle, massives verputztes Erdgeschoss, darüber Reithalle unter weitgespannter Holzkonstruktion in sogenannter Zollinger-Bauweise; Salettl, kleiner ehemals offener Pavillonbau mit Walmdach; Kapelle, in die Ostmauer integrierter gedrungener Bau mit steilem Satteldach, Fußwalm und profiliertem Traufgesims; Teile der Einfriedung mit Toreinfahrt, massiv; Baumallee als Zufahrt von Norden | D-1-90-157-190          | Gutshof Waitzacker       |
| Zotzenmühle Nähe Deutenhausener Straße (Standort)                   | Mariensäule                                      | Steinfigur auf hoher Säule mit Postament, bezeichnet 1883. | D-1-90-157-200          | weitere Bilder           |

## Ehemalige Baudenkmäler
In diesem Abschnitt sind Objekte aufgeführt, die früher einmal in der Denkmalliste eingetragen waren, jetzt aber nicht mehr. Objekte, die in anderem Zusammenhang – also z. B. als Teil eines Baudenkmals – weiter eingetragen sind, sollen hier nicht aufgeführt werden. Aktennummern in diesem Abschnitt sind ehemalige, jetzt nicht mehr gültige Aktennummern.

| Lage                                    | Objekt                                                | Beschreibung | Akten-Nr.      | Bild                     |
| --------------------------------------- | ----------------------------------------------------- | --- | -------------- | ------------------------ |
| Weilheim Kreuzgasse 10 (Standort)       | Wohn- und Geschäftshaus, sogenanntes Türschäfflerhaus | zweigeschossiger Eckbau mit Putzgliederung, polygonalem Eckerker und steilem Satteldach, nach Mitte 19. Jahrhundert; zugehörig Stadtmauer | D-1-90-157-54  | weitere Bilder           |
| Weilheim Ledererstraße 5 (Standort)     | Ehemalige Doppelhaushälfte                            | schmaler dreigeschossiger Putzbau mit Pultdach, im Kern 18. Jahrhundert                                                                   | D-1-90-157-56  | weitere Bilder           |
| Weilheim Ledererstraße 14 (Standort)    | Gasthof                                               | Stattliches, viergeschossiges Eckhaus mit Flachsatteldach, zweite Hälfte 19. Jahrhundert (mit Kreuzgasse 7).                              | D-1-90-157-61  | BW                       |
| Weilheim Münchener Straße 30 (Standort) | Wohnhaus                                              | zweigeschossiger Satteldachbau mit Putzgliederung, Zwerchgiebel und Balkongitter, um 1890                                                 | D-1-90-157-93  | Wohnhaus                 |
| Weilheim Obere Stadt 97, 99 (Standort)  | Ehemals Doppelbauernhaus                              | zweigeschossiger giebelständiger Wohnstallbau mit flachem Satteldach, im Kern nach 1810                                                   | D-1-90-157-117 | Ehemals Doppelbauernhaus |
| Weilheim Obere Stadt 113 (Standort)     | Wohnhaus                                              | schmaler dreigeschossiger Putzbau mit Walmdach, Mitte 19. Jahrhundert                                                                     | D-1-90-157-122 | BW                       |
| Weilheim Schmiedstraße 10 (Standort)    | Eckhaus                                               | Zweigeschossiges Eckhaus mit Walmdach, nach Brand 1834.                                                                                   | D-1-90-157-159 | BW                       |
| Unterhausen Im Kirchwinkl 3 (Standort)  | Traufbundwerk                                         | am Wirtschaftsteil des sogenannten Seiler-Hofs, zweizonig, bezeichnet 1828                                                                | D-1-90-157-184 | BW                       |